# テトラフェニルホウ酸ナトリウム
テトラフェニルホウ酸ナトリウム(Sodium tetraphenylborate)は、化学式がNaB(C6H5)4の化合物である。結晶性の固体で、別のテトラフェニルホウ酸塩の合成に用いられる。しばしば沈殿剤として無機化学、有機金属化学で用いられる。

## 合成
テトラフェニルホウ酸ナトリウムは、テトラフルオロホウ酸ナトリウムと臭化フェニルマグネシウムとの反応で合成される 。
{\displaystyle {\ce {NaBF4\ + 4PhMgBr -> 2MgBr2\ + 2MgF2\ + NaBPh4}}}
硝酸塩やハロゲン化物のような対アニオン種と違って、テトラフェニルホウ酸の塩は比較的親油性である。電子過剰・電子不足アリール基の両方を含む多くのテトラアリールホウ酸塩が合成されている。

## 化学合成での利用

### N-アシルアンモニウムの合成
3級アミンと酸塩化物のアセトニトリル溶液にテトラフェニルホウ酸ナトリウムを添加すると、塩化ナトリウムの沈殿とともにアシロニウム塩が得られる。この手法は広い範囲で用いられる。
{\displaystyle {\ce {{RC(O)Cl}+{R'_{3}N}+NaB(C6H5)4->{[RC(O)NR'_{3}][B(C6H5)4]}+NaCl}}}
また、テトラフェニルホウ酸ナトリウムはパラジウムを触媒としたクロスカップリング反応におけるフェニル基供与体として採用されている。この反応はビニルとアリールトリフラートを必要とするもので、穏和な条件下でアリールアルケンとビアリール化合物がそれぞれ高収率で得られる。　

### 錯体化学
テトラフェニルホウ酸は、非極性溶媒への溶解度の大きさと結晶化の容易さが期待できるため有機金属化学でよく研究されている。例えば、d8金属（ニッケル、パラジウム、白金）のペンタキス(亜リン酸トリメチル)錯体は、それらのテトラフェニルホウ酸塩から合成される。同様に、テトラフェニルホウ酸ナトリウムは二窒素を含む金属錯体の単離に使われる。テトラフェニルホウ酸ナトリウムは塩化物配位子をN2に置換する。このとき副生成物の塩化ナトリウムは沈殿するため容易に除去できる。
{\displaystyle {\ce {FeHCl({\mathit {diphosphine}})2\ +NaB(C6H5)4\ +N2->\ [FeH(N2)({\mathit {diphosphine}})2][B(C6H5)4]\ +NaCl}}}